# José Lincopán
José Lincopán (Bahía Blanca, Buenos Aires, Argentina, 25 de agosto de 1991) es un futbolista argentino. Actualmente juega en el Libertad de Bahia Blanca en la Liga del Sur.

## Clubes
| Club            | País      | Año         |
| --------------- | --------- | ----------- |
| Club Olimpo     | Argentina | 2013 - 2014 |
| Guillermo Brown | Argentina | 2015 - 2017 |
| Gral. Belgrano  | Argentina | 2017 - 2019 |
| Sansinena       | Argentina | 2019        |
| Libertad        | Argentina | 2020-2022   |
| Huracán (IW)    | Argentina | 2023        |
| Libertad        | Argentina | 2024-act    |